# 72e régiment du génie
Le 72e régiment du génie (ou 72e RG) est un régiment de génie de l'armée française.

## Création et différentes dénominations
Le 72e Régiment du Génie a été créé le 1er novembre 1982. Ce régiment a reçu son drapeau le 24 novembre de la même année. Il est dissous le 20 juin 1996.
Installé dans le département de la Marne et la région Champagne-Ardenne sur la commune française de Mourmelon-le-Grand dans le quartier Galliéni, ce régiment est l'héritier des traditions d'une formation qui, en 1946, construisait des routes, des pistes, des ponts et des voies ferrées en Indochine le 72e bataillon du génie.
En 1984, des compagnies du 5e Régiment du Génie de Division Blindée sont dirigées vers Mourmelon pour renforcer le 72e régiment du génie.
Il est engagé en Ex-Yougoslavie dans le cadre de la FORPRONU en 1992 et 1993.
Le 20 juin 1996, dans le cadre des restructurations de l'armée de terre, ce régiment, après quatorze années d'existence, a fusionné avec le 31e Régiment du Génie de Travaux Lourds (régiment dont l'état-major est situé à Castelsarrasin et les diverses compagnies de travaux routiers sur plusieurs camps nationaux).

## Composition du régiment
- 72e Régiment du Génie (1982-1984)
  - 11e Compagnie
  - 21e Compagnie
  - 53e Compagnie
  - 54e Compagnie
  - 55e Compagnie
- 72e Régiment du Génie (1984-1996)
  - Compagnie de Commandement d’Appui et des Services (CCAS)
  - 11e Compagnie (incorporation des appelés du contingent)
  - 1re Compagnie
  - 2e Compagnie
  - 3e Compagnie

## Drapeau

Dessin du revers du drapeau du du génie.

Le drapeau du régiment porte, cousue en lettres d'or dans ses plis:
- Indochine 1946-1954
- AFN 1952-1962

## Décorations

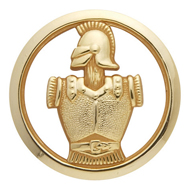
Insigne de béret du génie

Sa cravate est décorée de la croix de guerre des Théâtres d'opérations extérieurs une palme, une étoile de vermeil.

## Insigne
Premier insigne : Rectangle chargé d’une cuirasse au-dessus d’un écu bleu fleurdelisé.
Deuxième insigne : cuirasse du génie noir et rouge, surmontée du dragon d'Annam (référence à l'Indochine), chargée d'une ancre (le 72e RG est l'ex-72e bataillon colonial du génie) et d'une grenade rouge et verte à sept flammes (le 72e RG a comporté une compagnie de génie de Légion étrangère dans ses rangs).